# Нова Воротовка
Нова Ворото́вка (рос. Новая Воротовка) — селище у складі Біляєвського району Оренбурзької області, Росія.

## Населення
Населення — 2 особи (2010; 118 у 2002).
Національний склад (станом на 2002 рік):
- казахи — 89 %